# Пенономе (місто)
Пенономе (ісп. Penonomé) — місто, розташоване на території провінції Кокле (Панама); адміністративний центр провінції Кокле і Пенономе (округ) однойменного округу.

## Географія
Площа — 53 км. Населення – 21 748 осіб (2010 рік).
Через місто проходить Панамериканське шосе.